# نيسرية سحائية
النيسرية السحائية (الاسم العلمي: Neisseria meningitidis) هي نوع من بكتريا سلبية الغرام من فصيلة نظيرات النيسرية. ذات تكور مزدوج مشهورة بتسببها بالتهاب السحايا وإنتان الدم.  النيسرية السحائية مسبب رئيسي للمرض والوفاة في العالم الصناعي، وتظهر على شكل فاشيات في أفريقيا وآسيا. وهي النوع الوحيد من التهاب السحايا البكتيري الذي ينتشر بشكل فاشية.
أنتون ويشسلبام (بالإنجليزية: Anton Weichselbaum)‏ هو أول من وصف التهاب السحايا الناتج من النيسرية السحائية عام 1887.
النيسرية السحائية تصيب البشر فقط دون باقي الكائنات الحية وذلك لعدم قدرتها على استخلاص الحديد منها، فهي قادرة على استخلاص الحديد من البروتينات الحديدية لدى البشر وهي ترانسفيرين ولاكتوفيرين. وتتواجد النيسرية بشكل طبيعي كنبيت جرثومي لدى 40% من البالغين. تنتشر البكتريا بواسطة إفرازات الجهاز التنفسي واللعاب عن طريق السعال والعطس والتقبيل. وتشمل أعراض المرض في بدايته على التعب والحمى والصداع، وقد تشمل عند تطور المرض على خشونة الرقبة وغيبوبة و-لدى 10% من المرضى- الموت. والمرضى ذوي المناعة العليلة (كالمصابين بمتلازمة كلائية ومن قاموا بإزالة الطحال) معرضين للإصابة بالبكتريا بشكل أكبر من البقية، وينصحون بأخذ اللقاح ضد البكتريا.
يعتبر التهاب السحايا طارئة صحية تستجوب اختبارات طبية مستعجلة. وتنص القواعد الطبية في المملكة المتحدة على إعطاء أي مريض يُشك بإصابته بالتهاب السحايا النيسرية أو إنتان المضادات الحيوية كالبنسلين أو سيفوتاكسيم ويبقى تحت العناية الصحية في المستشفى.

إعطاء المريض المضادات الحيوية بشكل مبكر قد يحد من دقة التحاليل المختبرية وذلك بسبب انخفاض تركيز البكتريا نتيجة المضادات الحيوية.
يسبب إنتان النيسرية السحائية فرفرية جلدية بدون الأعراض الكلاسيكية لالتهاب السحايا، كما يؤدي إلى موت 50% من المرضى خلال الساعات الأولى من الإصابة.
تعتبر متلازمة واترهاوس-فريدريشين أحد المضاعفات الخطيرة لالتهاب النيسرية المنتشر ويؤدي إلى نزيف الغدتين الكظرية.

## التشخيص
يتم عن طريق فحص السائل المخي الشوكي والدم، واستزراع البكتريا في غراء الشكولاتة. وتحتوي كل أنواع النسرية على إنزيم الأوكسيداز ويتم التفريق بين الأنواع عن طريق اختبار الكربوهيدرات والذي يشمل على الجلوكوز والمالتوز والسكروز حيث النيسرية السحائية تأكسد الجلوكوز والمالتوز.

## اللقاح
يوجد لقاح ضد جميع أنواع النيسرية السحائية ماعدا النوع B. ويوجد في الولايات المتحدة نوعان من اللقاحات: Menactra وMenomune. يستخدم Menactra لمن أعمارهم بين 11 و55.